# HMCS Haida
HMCS Haida (англ. Его Величества Канадский Корабль «Хайда») — эскадренный миноносец типа «Трайбл», служивший в КВМС Канады с 1943 по 1963 год, участвовавший во Второй мировой и Корейской войнах.
Единственный сохранившийся эскадренный миноносец типа «Трайбл» из 27 судов, построенных для флотов Канады, Великобритании и Австралии между 1937 и 1945 годами. Хайда держит рекорд по тоннажу потопленных кораблей противника среди канадских военных кораблей.
В 1984 году был включен в список национальных исторических мест Канады и сейчас служит кораблем-музеем.